# 皮奥伊州法图拉
皮奥伊州法图拉（葡萄牙語：Fartura do Piauí）是巴西皮奥伊州的一个市镇。总面积717.991平方公里，总人口5193人，人口密度7.2人/平方公里。